# Seznam hlav schwarzenberského rodu

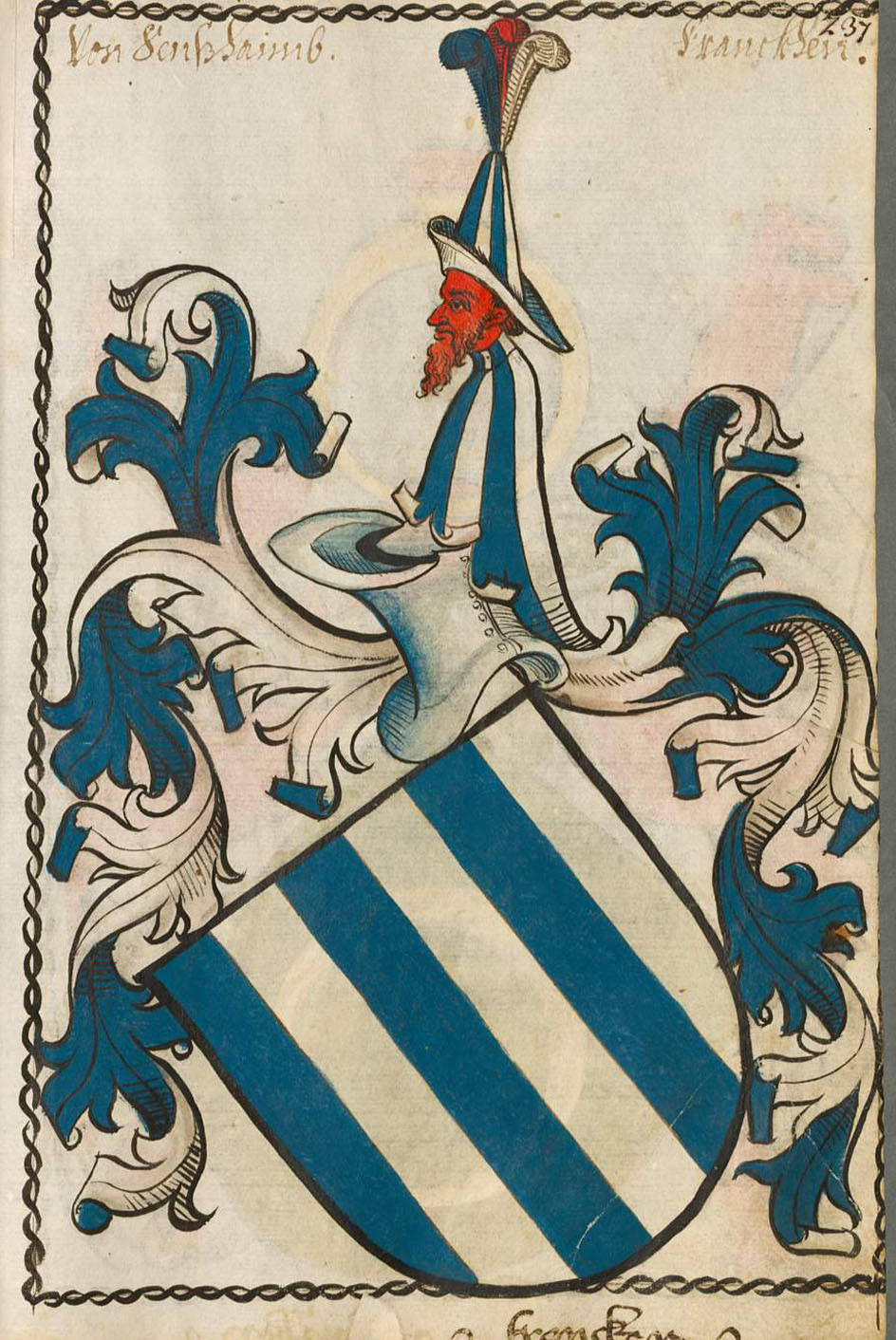
Původní znak hrabat ze Seinsheimu, který dodnes tvoří základ schwarzenberského znaku

Rodový knížecí erb Schwarzenberků

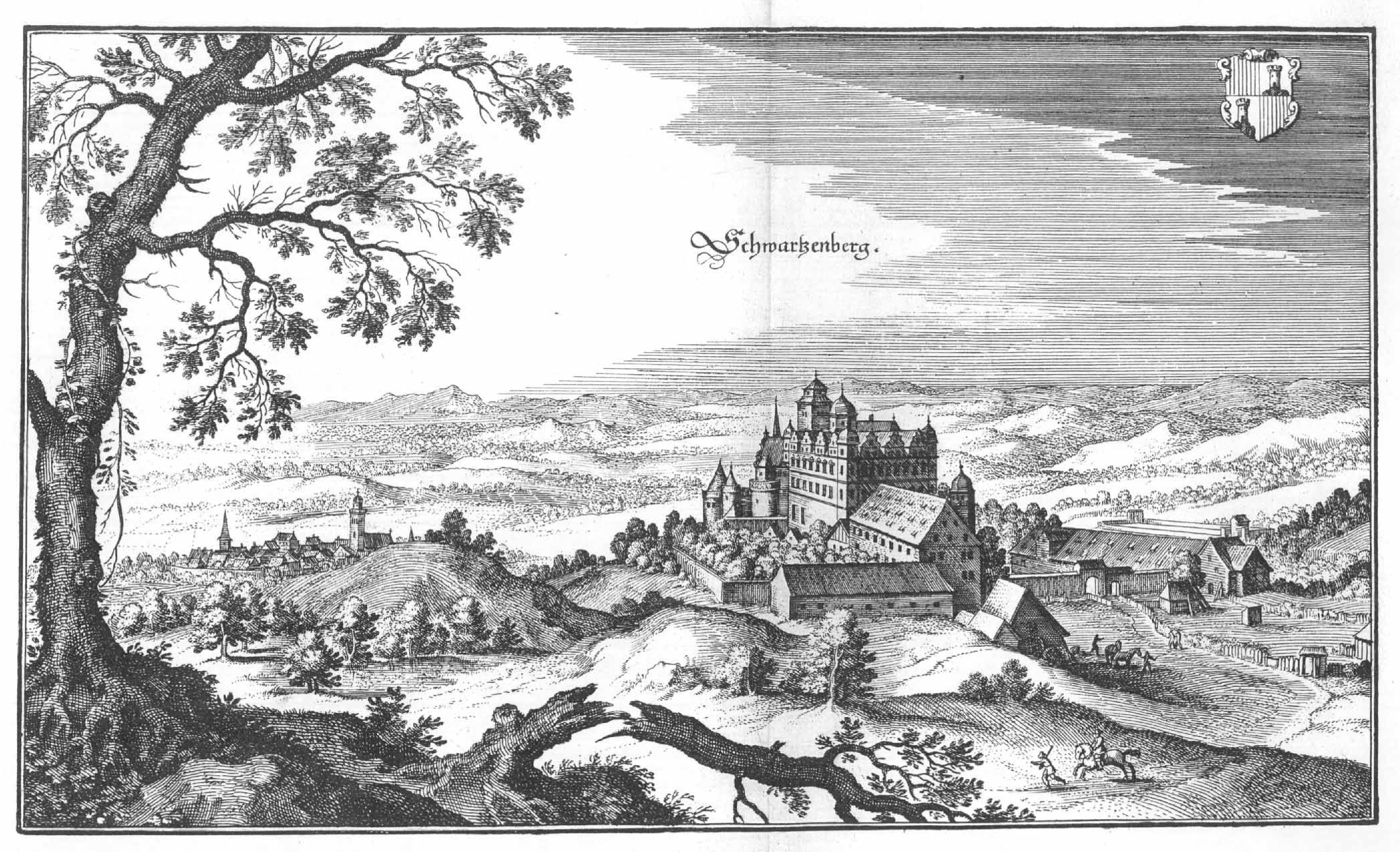
Zámek Schwarzenberg ve Frankách

Toto je seznam hlavních představitelů rodu Schwarzenbergů. Dnešní knížecí rod nese jméno podle panství Schwarzenberg v bavorském okrese Středních Frankách nedaleko města Scheinfeld. Panství v první polovině 15. století zakoupil svobodný pán Erkinger I. ze Seinsheimu, který se jako první začal psát ze Seinsheimu na Schwarzenbergu.

## Seznam

### Svobodní páni (1429–1599)
- Erkinger I. (ze Seinsheimu na Schwarzenbergu, 1362–1437), zúčastnil se válek proti husitům
- Michal II. († 1469), jeho syn
- Michal III. († 1499), jeho syn
- Erkinger II. († 1518), jeho syn
- Vilém I. (1486–1526), jeho syn
- Vilém II. († 1557), jeho syn

### Hrabata ze Schwarzenbergu (1599–1670)
- Adolf hrabě ze Schwarzenbergu (1551–1600), jeho syn; roku 1599 získal tureckou hlavu v erbu a hraběcí titul
- Adam hrabě ze Schwarzenbergu (1583–1641), jeho syn

### Knížata ze Schwarzenbergu (1670–1979)
- 1. Jan Adolf I. hrabě ze Schwarzenbergu (1615–1683), jeho syn, od roku 1670 kníže
- 2. Ferdinand Vilém Eusebius kníže ze Schwarzenbergu (1652–1703), jeho syn
- 3. Adam František Karel Eusebius kníže ze Schwarzenbergu (1680–1732), jeho syn, dědic Eggenbergů, první vévoda krumlovský z tohoto rodu (1723)
- 4. Josef I. Adam kníže ze Schwarzenbergu (1712–1782), jeho syn
- 5. Jan Nepomuk I. kníže ze Schwarzenbergu (1742–1789), jeho syn
- 6. Josef II. ze Schwarzenbergu (1769–1833), jeho syn
- 7. Jan Adolf II. ze Schwarzenbergu (1799–1888), jeho syn
- 8. Adolf Josef ze Schwarzenbergu (1832–1914), jeho syn
- 9. Jan Nepomuk II. ze Schwarzenbergu (1860–1938), jeho syn
- 10. Adolf ze Schwarzenbergu (1890) (1890–1950), jeho syn
- 11. Josef III. ze Schwarzenbergu (1900–1979), jeho bratranec

### Knížata ze Schwarzenbergu – sekundogenitura
Hlavou celého rodu byla knížata z krumlovsko-hlubocké primogenitury.
- Karel I. Filip kníže ze Schwarzenbergu (1771–1820), syn Jana Nepomuka I. ze Schwarzenbergu, generalissimus, jeden z vítězných vojevůdců bitvy národů u Lipska
- Karel II. kníže ze Schwarzenbergu (1802–1858), jeho syn
- Karel III. kníže ze Schwarzenbergu (1824–1904), jeho syn
- Karel IV. kníže ze Schwarzenbergu (1859–1913), jeho syn
- Karel V. kníže ze Schwarzenbergu (1886–1914), jeho syn
- Karel VI. kníže Schwarzenberg (1911–1986), jeho syn

### Knížata ze Schwarzenbergu po spojení primo- a sekundogenitury (1979 – dosud)
- 12. Karel VII. / I. kníže Schwarzenberg (1937–2023), jeho syn, politik
- 13. Jan Nepomuk III. kníže Schwarzenberg (* 1967), jeho syn, současná hlava rodu